# Cortinarius infractus
Cortinarius infractus (Christian Hendrik Persoon, 1799 ex Elias Magnus Fries, 1838), este o ciupercă necomestibilă din încrengătura Basidiomycota, în familia Cortinariaceae și de genul Cortinarius, denumită în popor amărea, Acest burete coabitează, fiind un simbiont micoriza (formează micorize pe rădăcinile arborilor). În România, Basarabia și Bucovina de Nord, se dezvoltă de la câmpie la munte, crescând în șiruri sau cercuri de vrăjitoare, pe sol diferit, dar preferat pe cel calcaros, în păduri de conifere și de foioase, ocazional și prin parcuri, din iulie până în noiembrie.

## Descriere

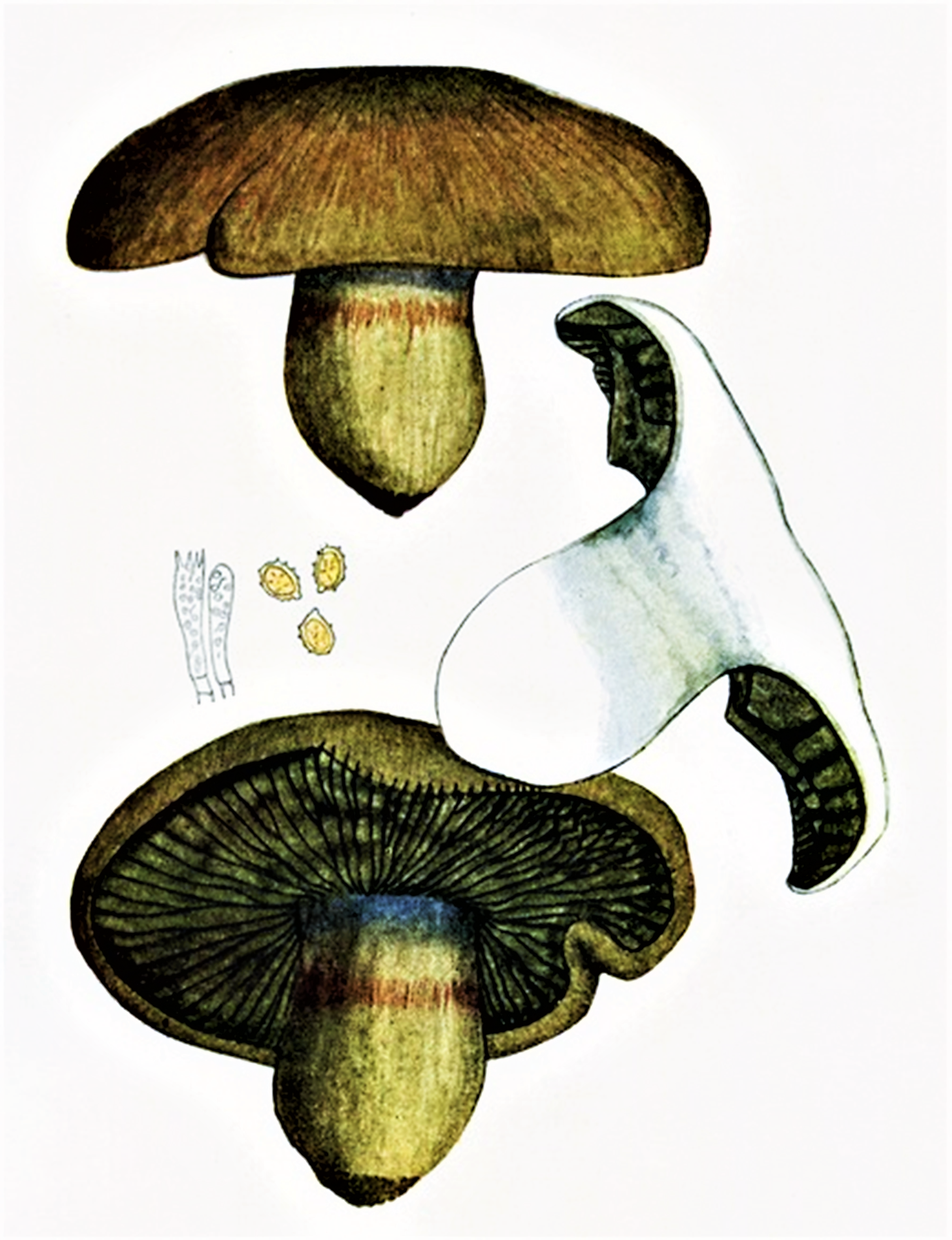
Bres.: Cortinarius infractus

- Pălăria: are un diametru între 5 și 12 cm, este compactă, groasă (până la 2 cm), la început boltită semisferic cu marginea răsucită spre interior, dar devine în  scurt timp convexă cu marginea înclinată abrupt, în sfârșit plată, îndoită și ondulată precum cu rupturi longitudinale la secete, nu rar lat adâncită în centru. Poartă în tinerețe fragmente ale vălului parțial în formă de cortină brun-măslinie, formată din fibre foarte fine ca păienjeniș între marginea pălăriei și picior. Cuticula care se poate îndepărta ușor este netedă, încarnată slab radial-fibros, uscată aproape lucioasă, dar la umezeală lipicios-unsuroasă. Coloritul diferă, datorită celor două forme suplementare ale ciuperci. Astfel prezintă diferite nuanțe de gri-verzui, brun măsliniu = Cortinarius infractus f. olivellus[5] sau sumbru gri-albastru = Cortinarius infractus var. obscurocyaneus.[6]
- Lamelele: sunt subțiri, moderat distanțate între ele, sunt bombate și înalte, cu mici lamele intercalate precum aderate bombat la picior, prezentând muchii albicioase și ușor dințate, fiind învăluite la început de sus menționata cortină brun-măslinie. Coloritul este din tinerețe sumbru cenușiu-măsliniu, devenind la bătrânețe ruginiu datorită pulberii sporilor, dar, depinde de varietate, și brun-negricios.
- Piciorul: are o lungime de 4 până la 8 cm și o lățime 1,5  până la 2 cm, este neted, consistent, cilindric și, ori sfârșind într-un bulb mic, ori îngroșat spre bază în formă de măciucă. Coloritul este albicios până slab maroniu cu licăriri liliacee, sub pălărie nu rar cu o dungă violacee. Nu prezintă un inel.
- Carnea: este albuie până gri-albicioasă cu tonuri albăstruie, mai ales în partea de mijloc a piciorului. Mirosul este imperceptibil, gustul însă extrem de amar. Este cea mai amară specie de bureți cunoscută.
- Caracteristici microscopice: are spori rotunjori și fin verucoși, colorați ruginiu, cu o mărime de 8-9 × 6-7 microni, pulberea având același colorit. Basidiile cu 4 sterigme fiecare sunt clavate. Cistidele celule de obicei izbitoare și sterile care pot apărea între basidii și himen, stratul fructifer) lipsesc.[3][4]
- Reacții chimice: Carnea se colorează cu acid sulfuric galben (cuticula mai slab), carnea și lamelele cu Azotat de argint verde-negricios până negru (cuticula mai slab), carnea cu fenol maroniu până rozaliu, cu Hidroxid de potasiu gri și cu sulfat de fier mai întâi galben-maroniu, apoi gri.[7][8]

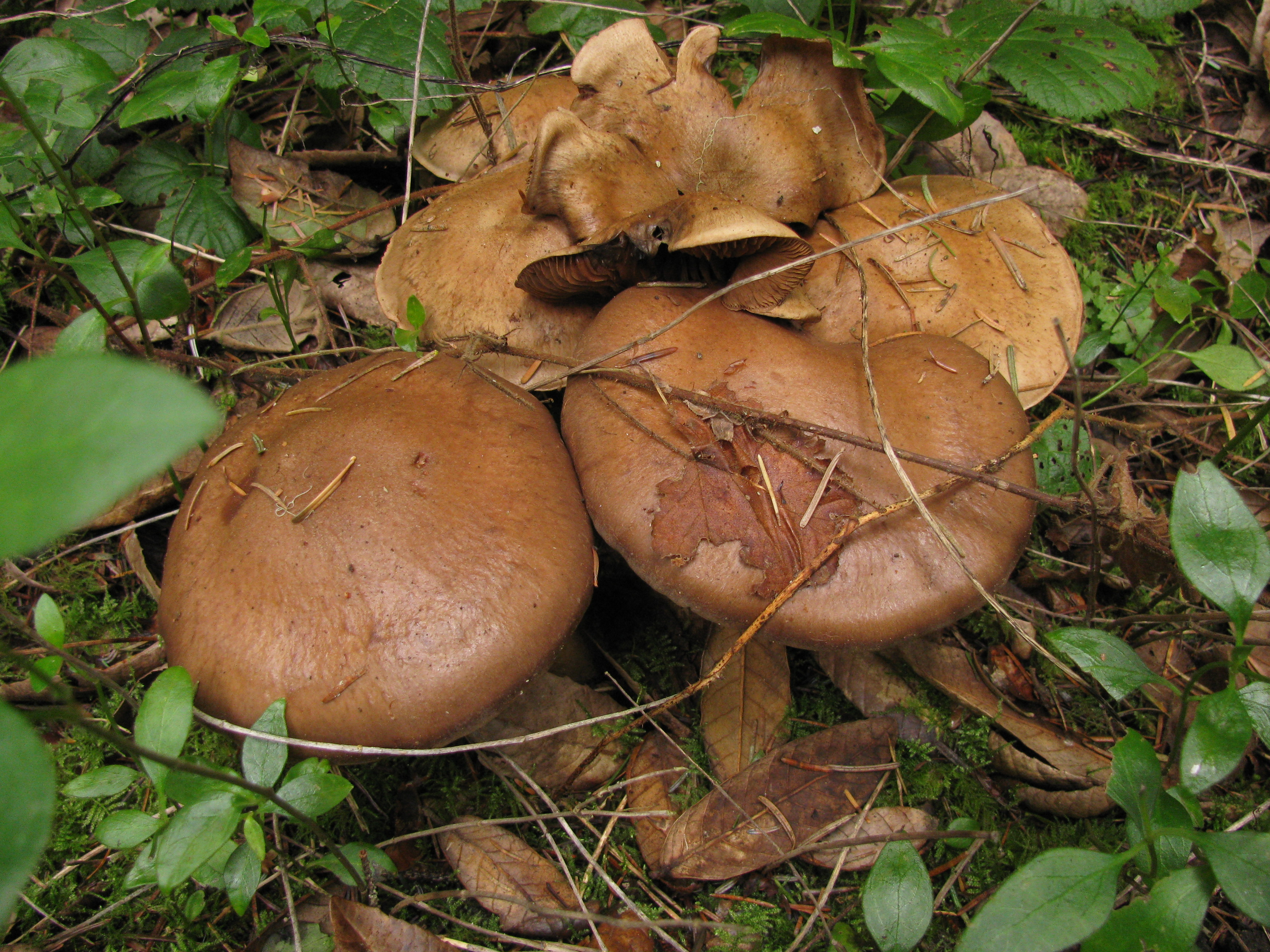
C. infractus, pălării
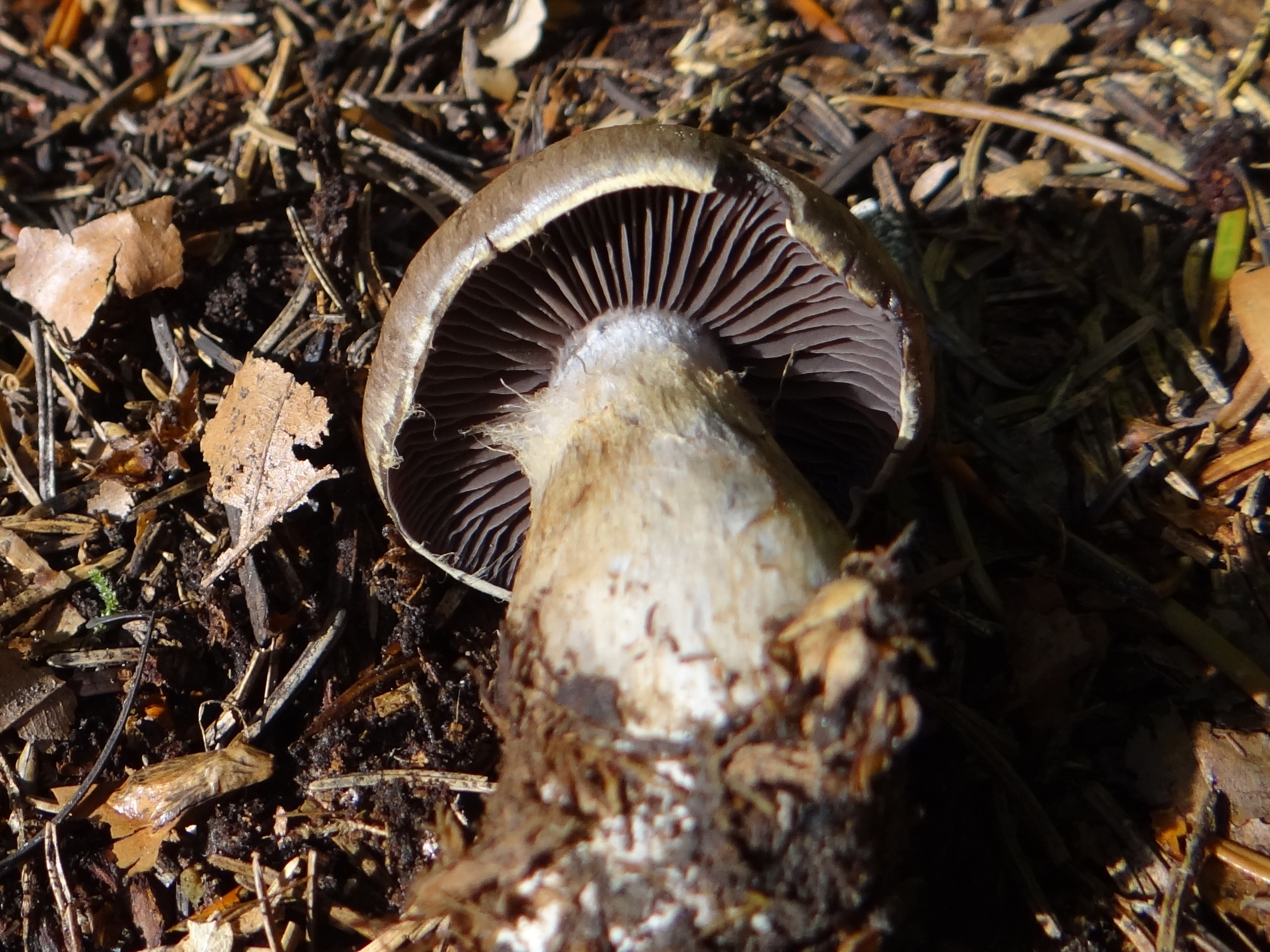
C. infractus mai tânăr: lamele și picior
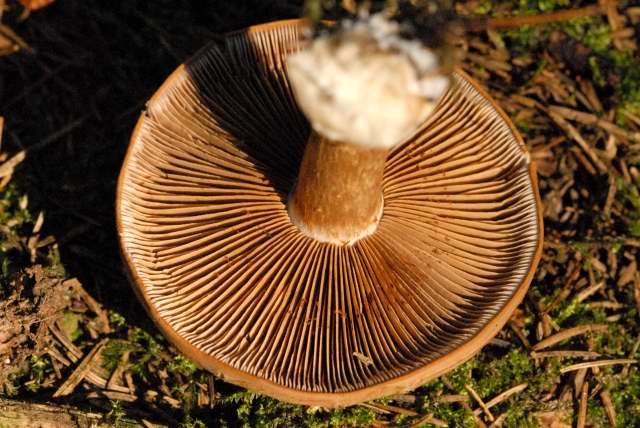
C. infractus mai în vârstă
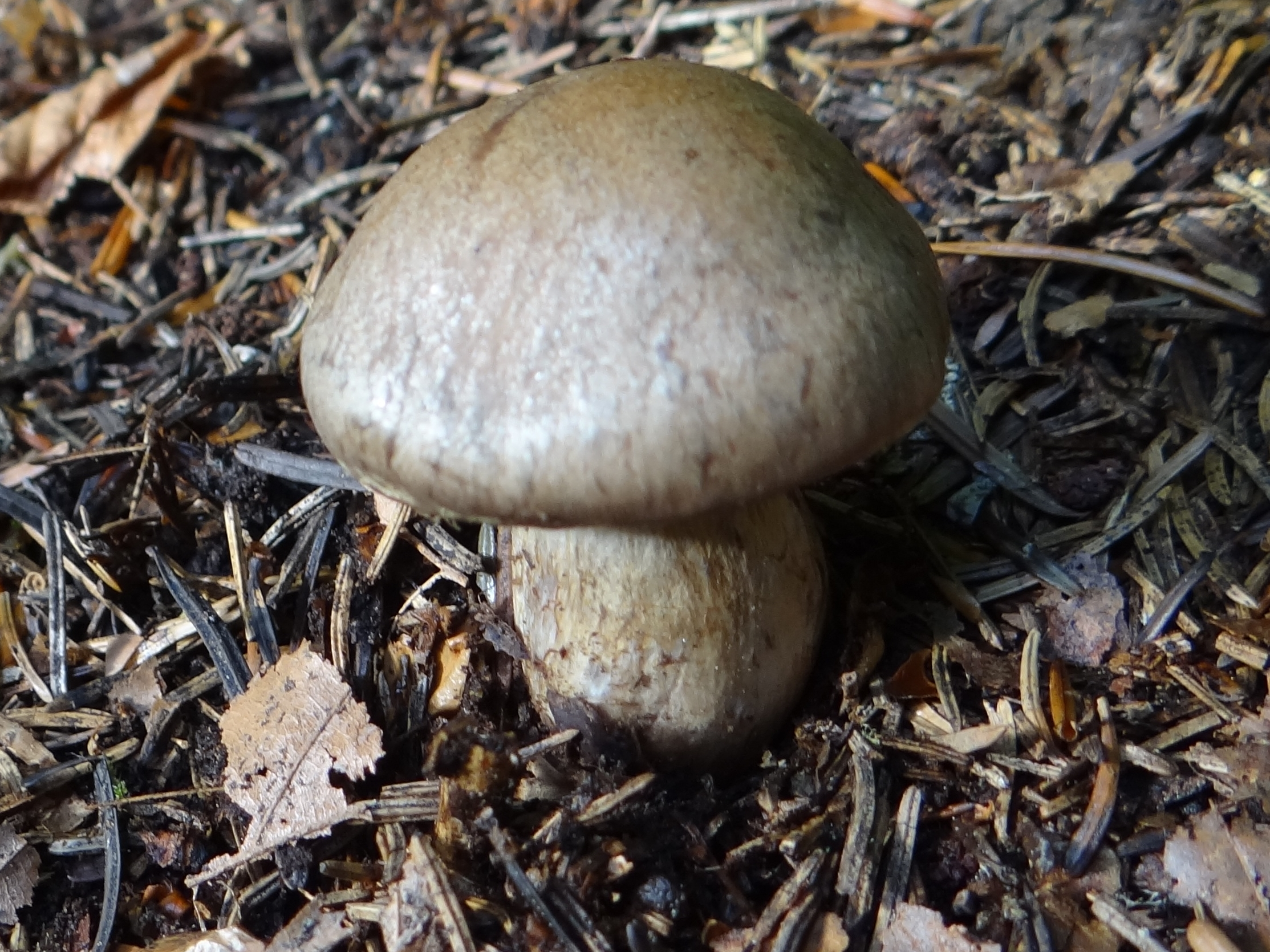
C. infractus, variație

## Confuzii
Acest burete poate fi confundat cu următoarele specii:
| - Cortinarius alboviolaceus tânăr (necomestibil), - Cortinarius allutus, comestibil (lamele albicioase la început, apoi ruginii) - Cortinarius balteatus (tânăr comestibil) - Cortinarius bolaris (otrăvitor) - Cortinarius brunneus (otrăvitor) - Cortinarius camphoratus (necomestibil) - Cortinarius collinitus, comestibil (lamele albicioase la început, apoi maroniu-roșcate și picior acoperit la început de un văl lipicios lila-purpuriu) - Cortinarius cotoneus (otrăvitor) - Cortinarius elegantior, comestibil) - Cortinarius evernius (necomestibil) - Cortinarius fluminoides, comestibil (lamele cu culoare de lut deschis, apoi maronii și pălărie cu un colorit de ocru închis) - Cortinarius glaucopus (comestibil) - Cortinarius herbarum, comestibil (lamele de colorit crem-albui apoi ocru și pălărie de culoare albă) - Cortinarius malachius (necomestibil) - Cortinarius mucosus (comestibil), | - Cortinarius praestans, comestibil (de confundat numai în stadiu tânăr) - Cortinarius rigens (necomestibil), - Cortinarius rubicundulus, otrăvitor (lamele ocru, bătrâne brun de scorțișoară, carnea colorându-se după tăietură imediat galben, apoi maro, gust și miros ușor de ridichi) - Cortinarius scaurus (necomestibil) - Cortinarius sebaceus, comestibil (lamele inițial albicioase, apoi ocru până la maroniu deschis și picior alb-mătăsos) - Cortinarius splendens (posibil letal), - Cortinarius traganus, otrăvitor (lamele ocru roșcate, devenind apoi ruginiu până brune, inițial acoperite de o cortină violetă, carne șafron\|șafronie]]) - Cortinarius variicolor (necomestibil (pălărie mai întâi de culoare lila-violet, trecând repede la maroniu, coloritul lamelelor mai întâi gri-albăstrui, apoi brun de scorțișoară, miros de pământ) - Cortinarius vibratilis, necomestibil (lamele alb-gălbuie la început, apoi maroniu-roșcate și picior alb, inițial acoperit de un văl lipicios, foarte amar) - Cortinarius varius, comestibil (lamele palid violete, devenind apoi palid albăstruie, palid lila și pălărie de culoare mai deschisă cu tonuri de galben și ocru) - Tricholoma colossus (comestibil) |

## Specii asemănătoare în imagini

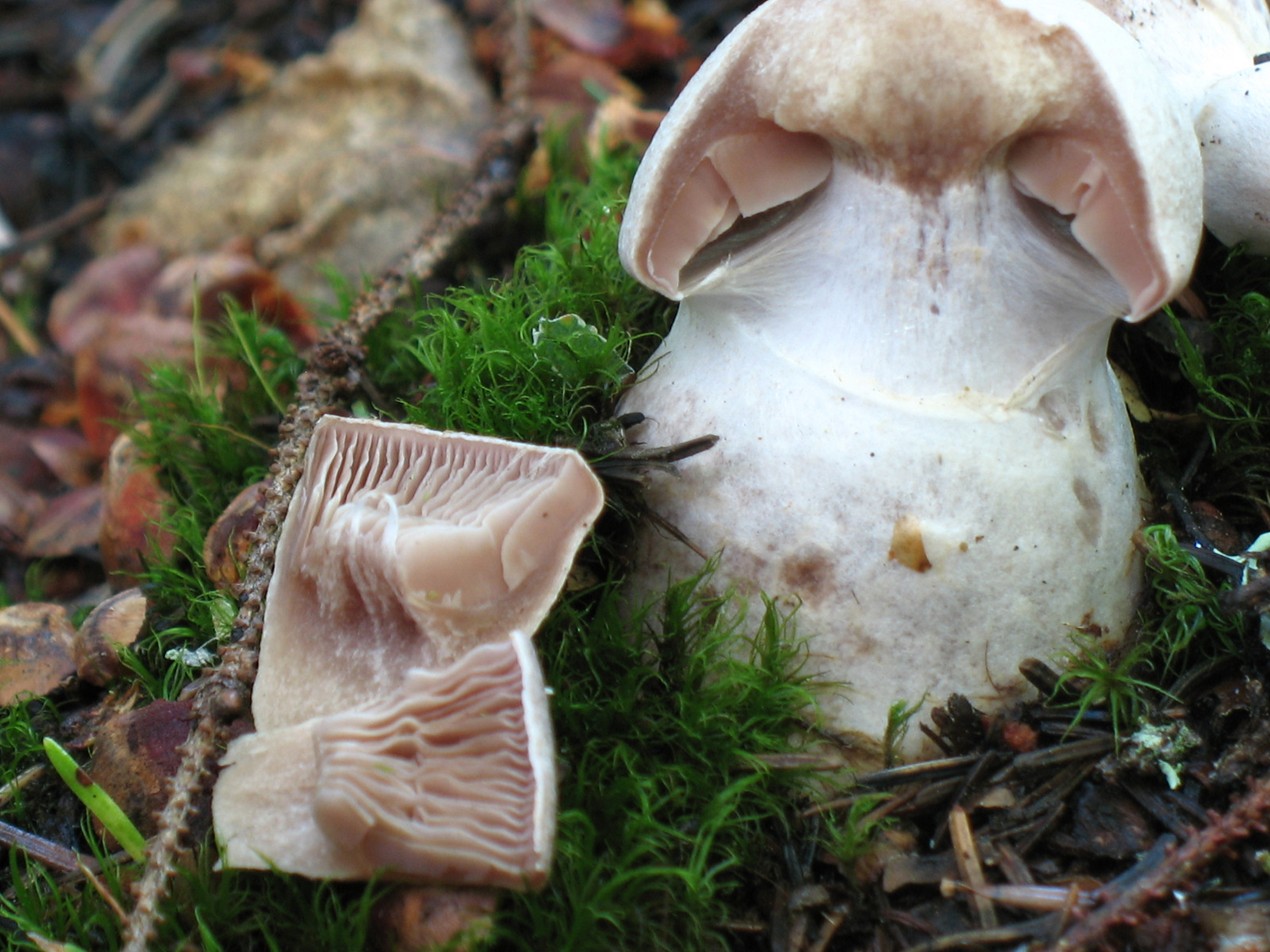
!Cortinarius alboviolaceus!
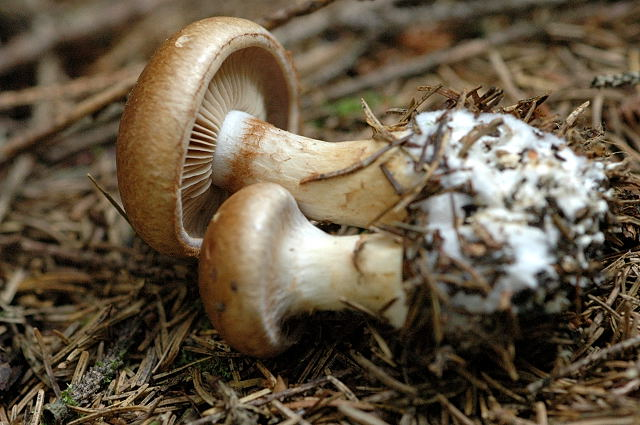
Cortinarius.allutus
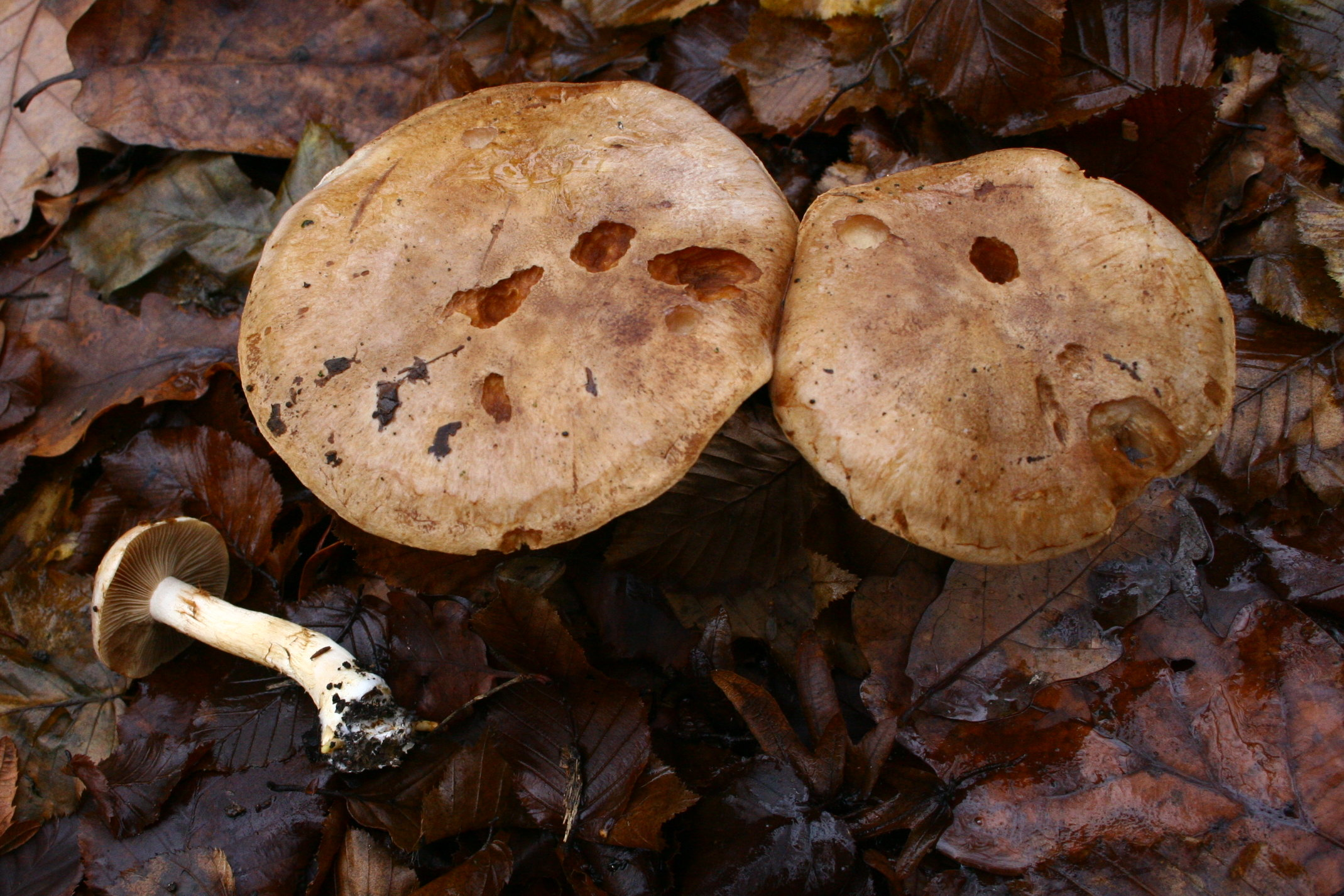
Cortinarius balteatus
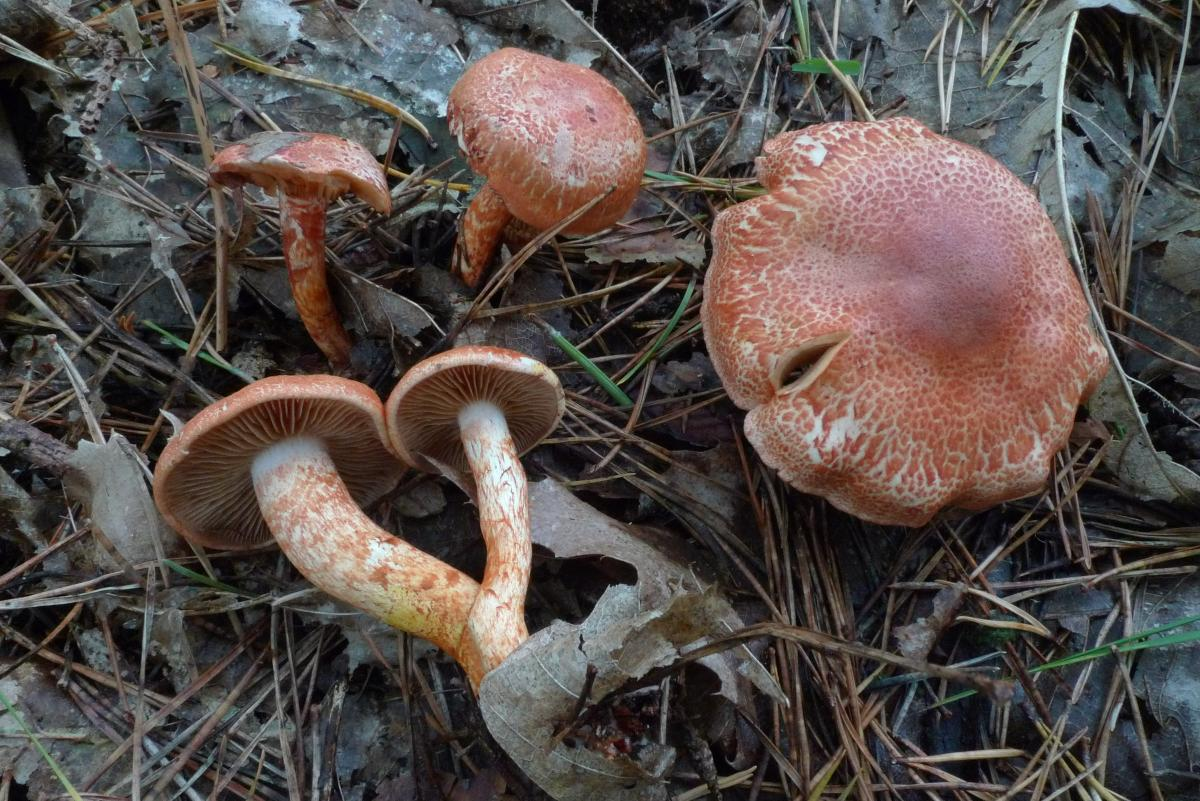
!!Cortinarius bolaris!!
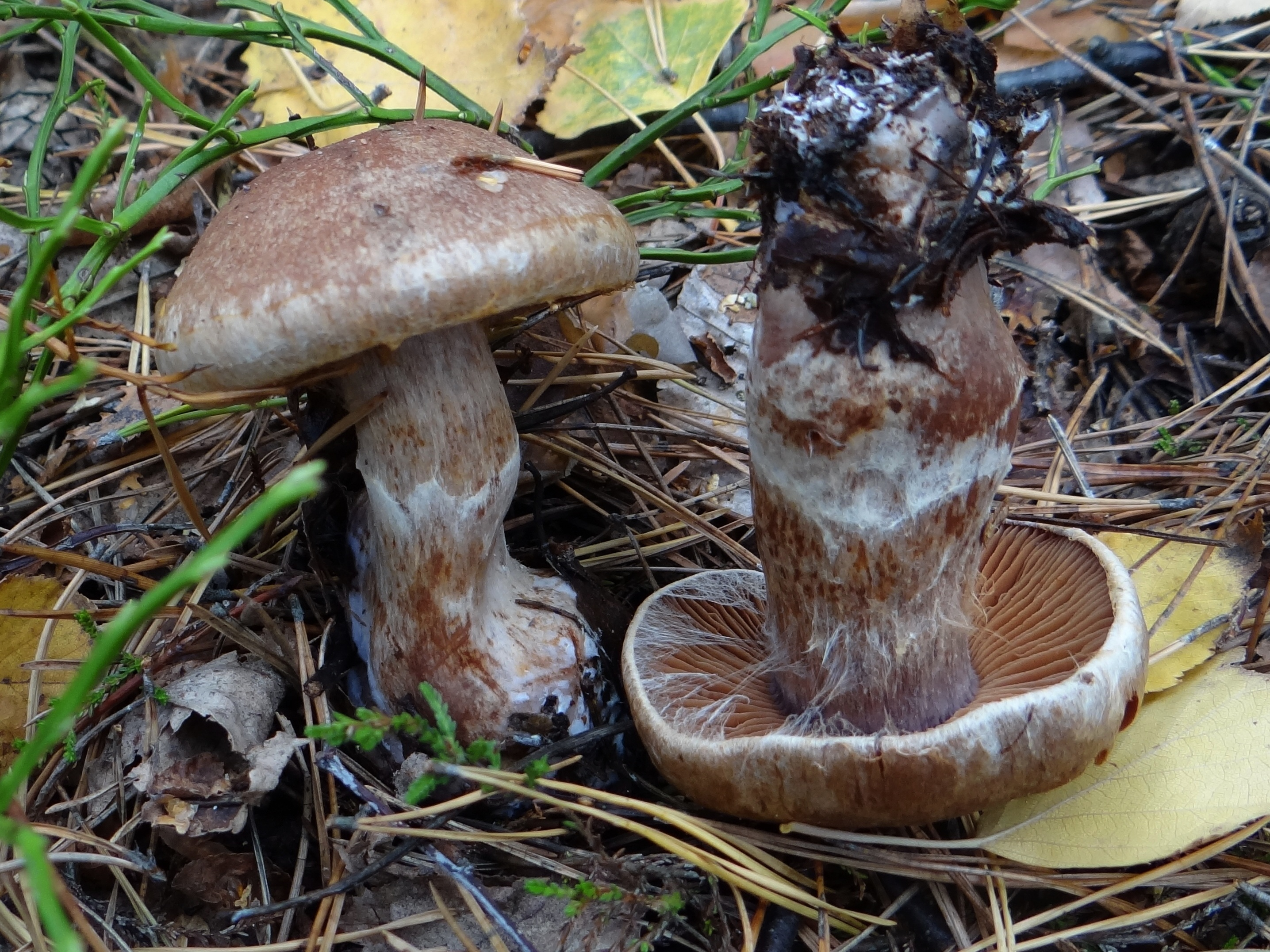
!!Cortinarius brunneus!!
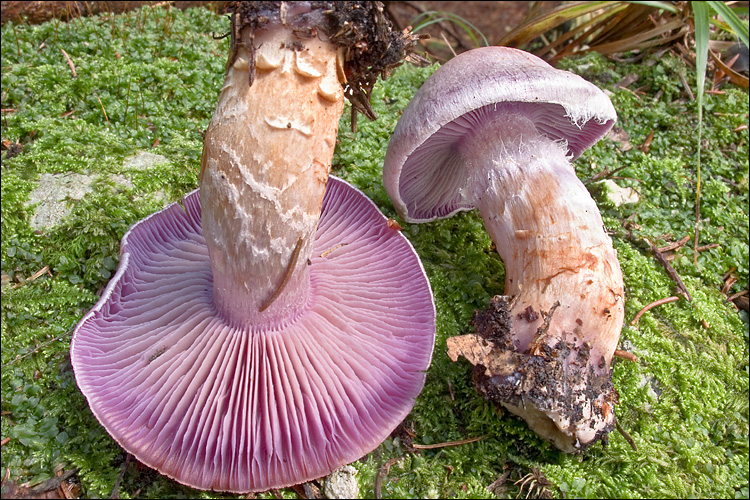
!Cortinarius camphoratus!

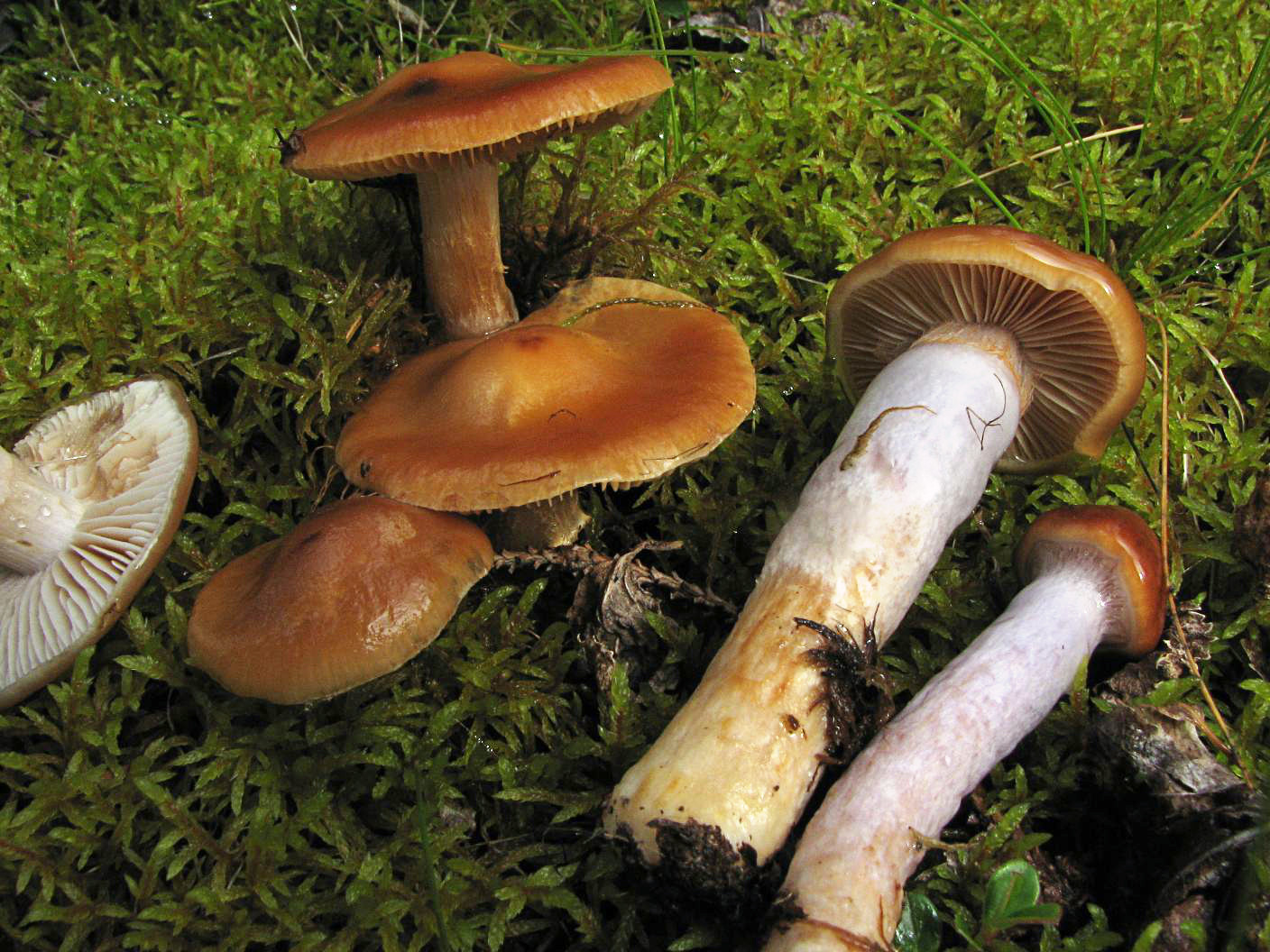
Cortinarius collinitus
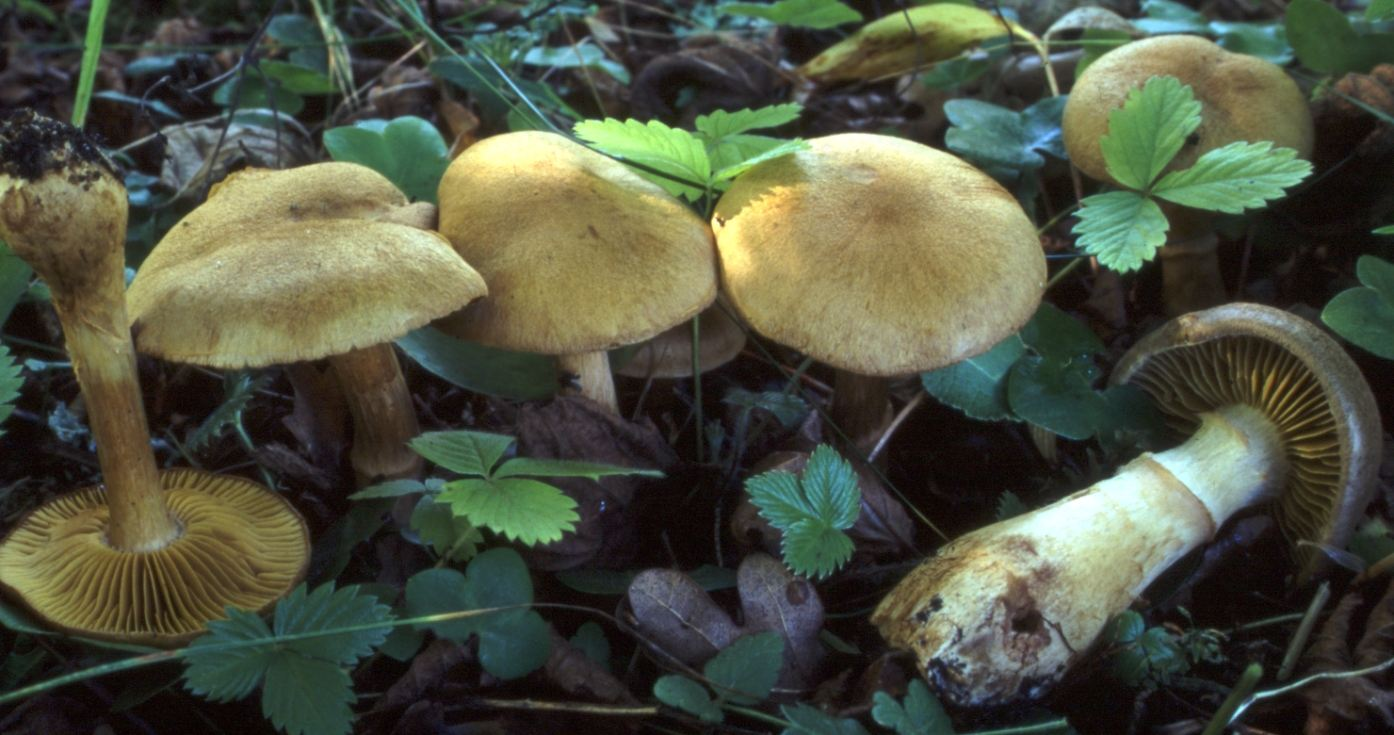
!!Cortinarius cotoneus!!
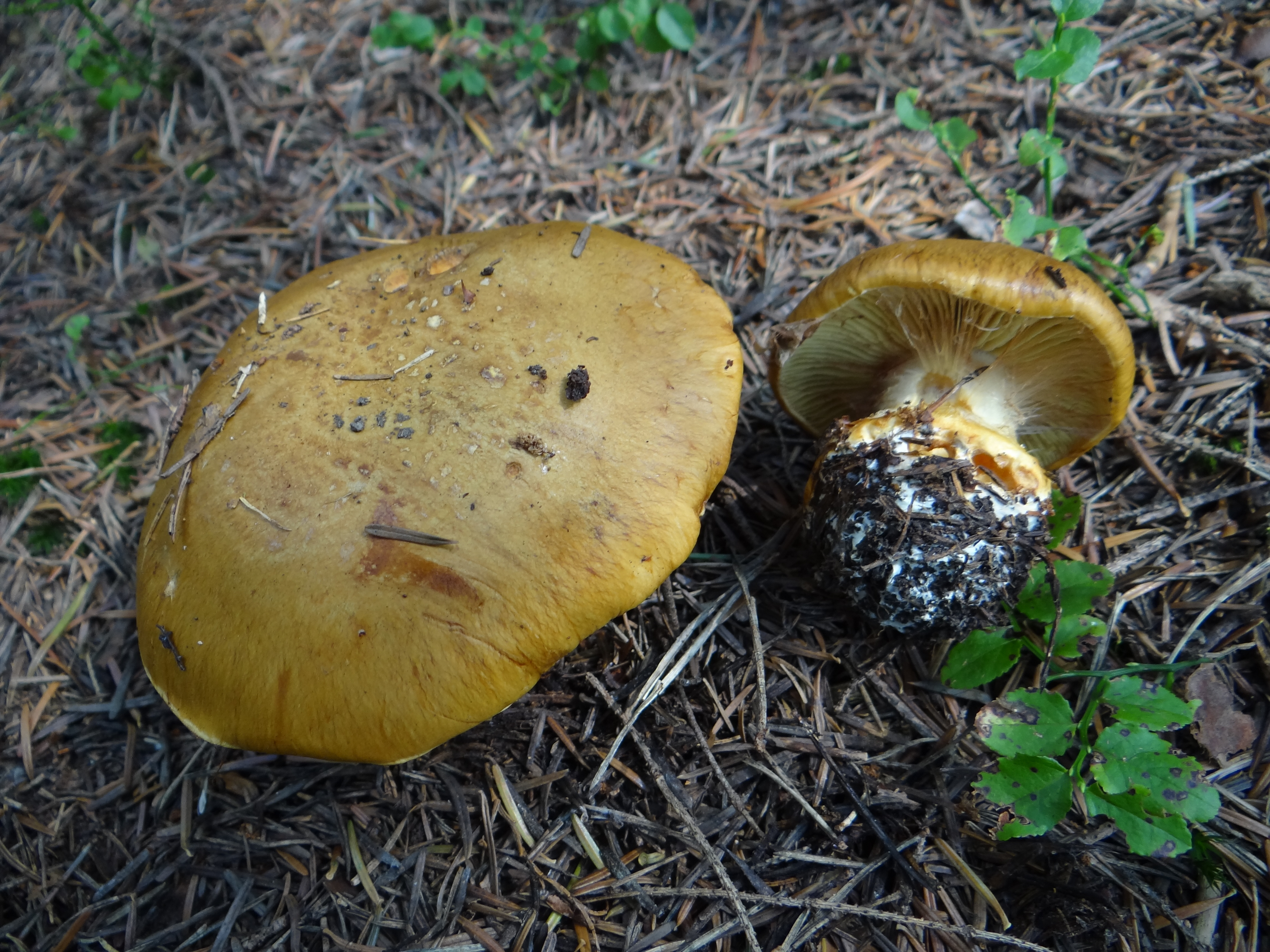
Cortinarius elegantior
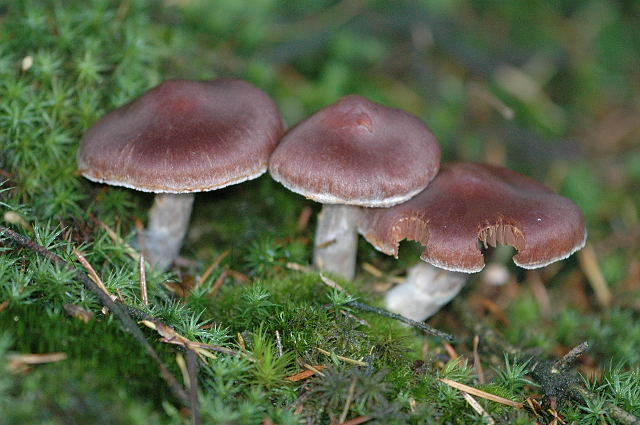
!Cortinarius evernius!
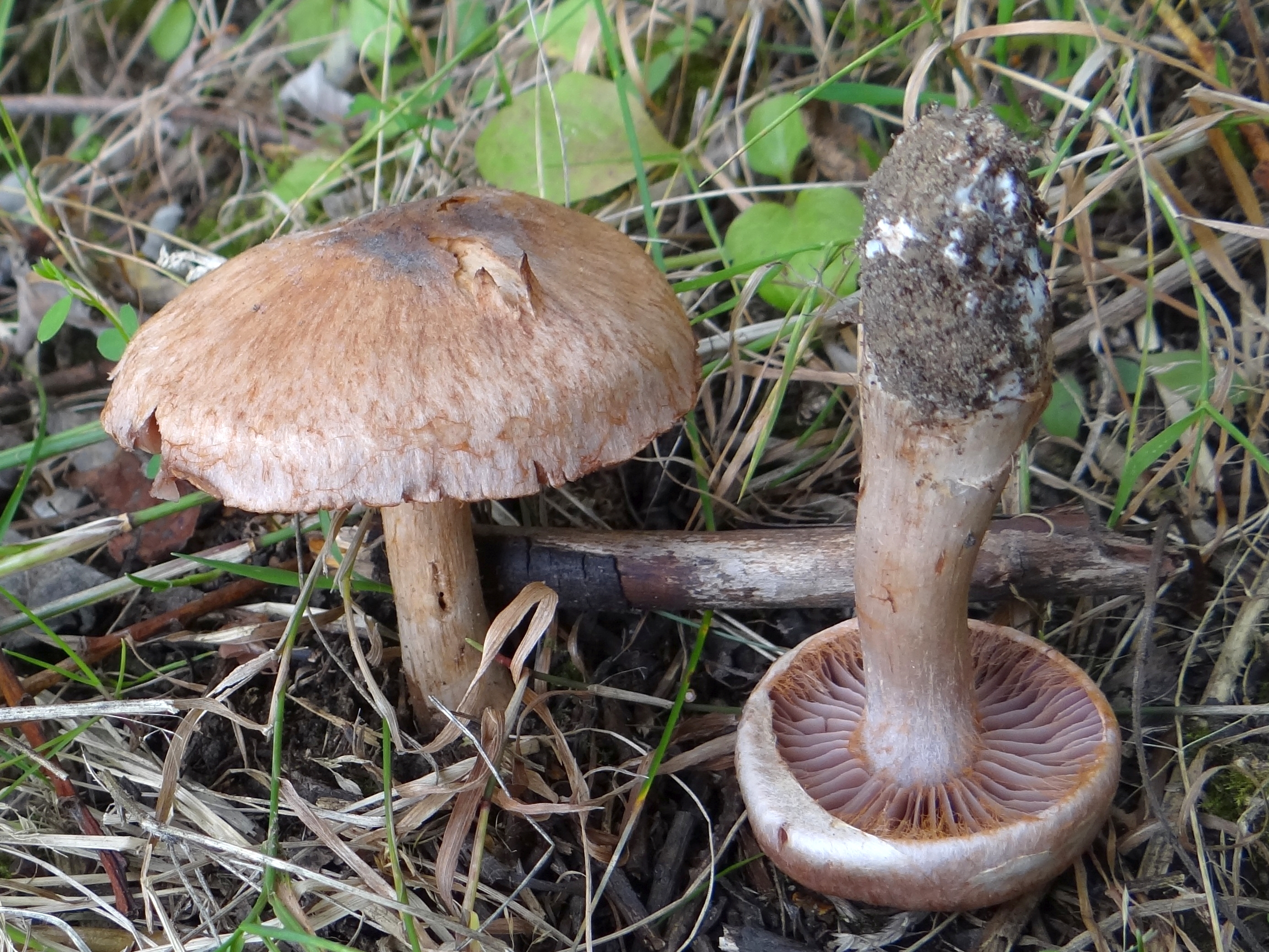
Cortinarius glaucopus
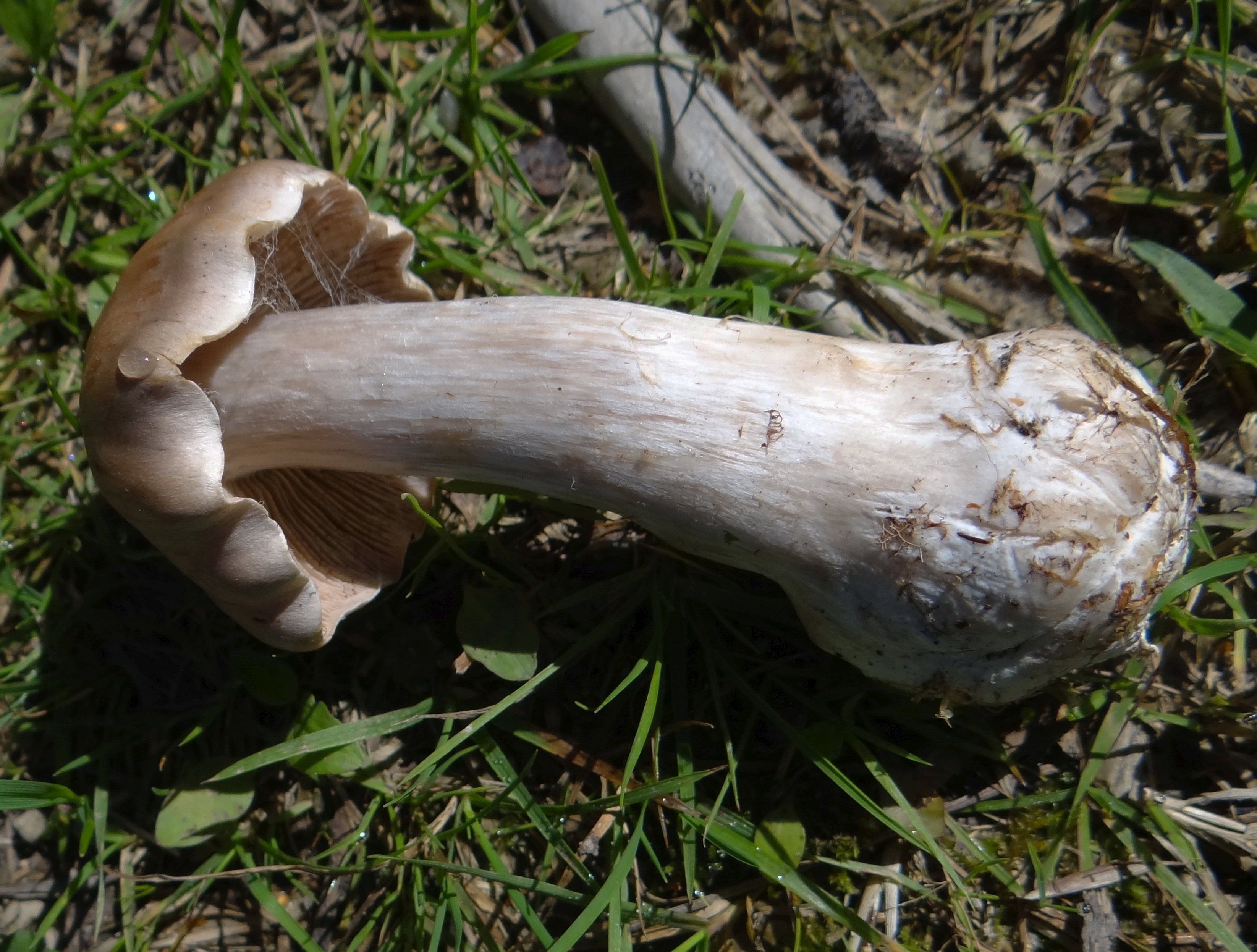
!Cortinarius malachius!

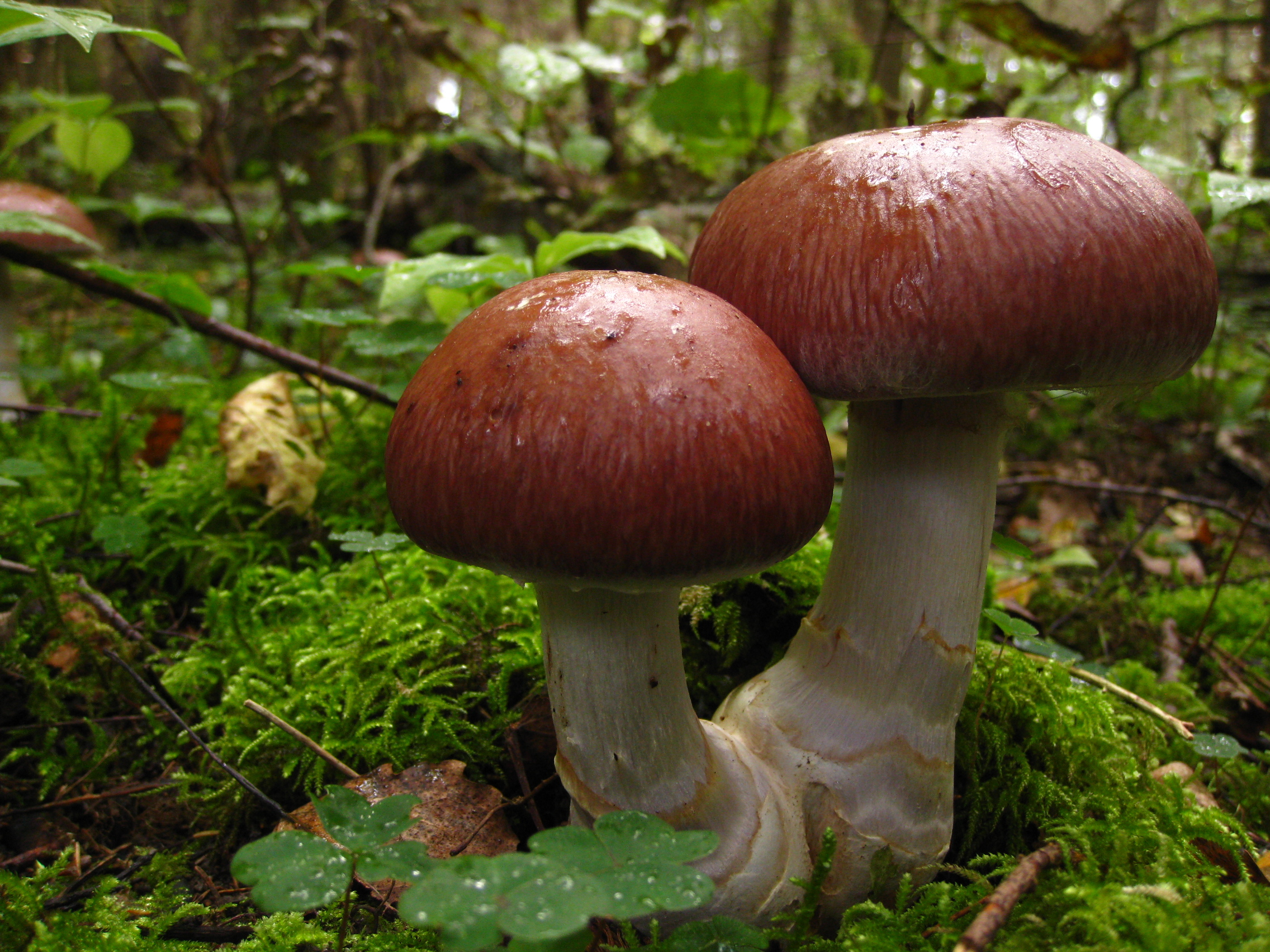
Cortinarius praestans
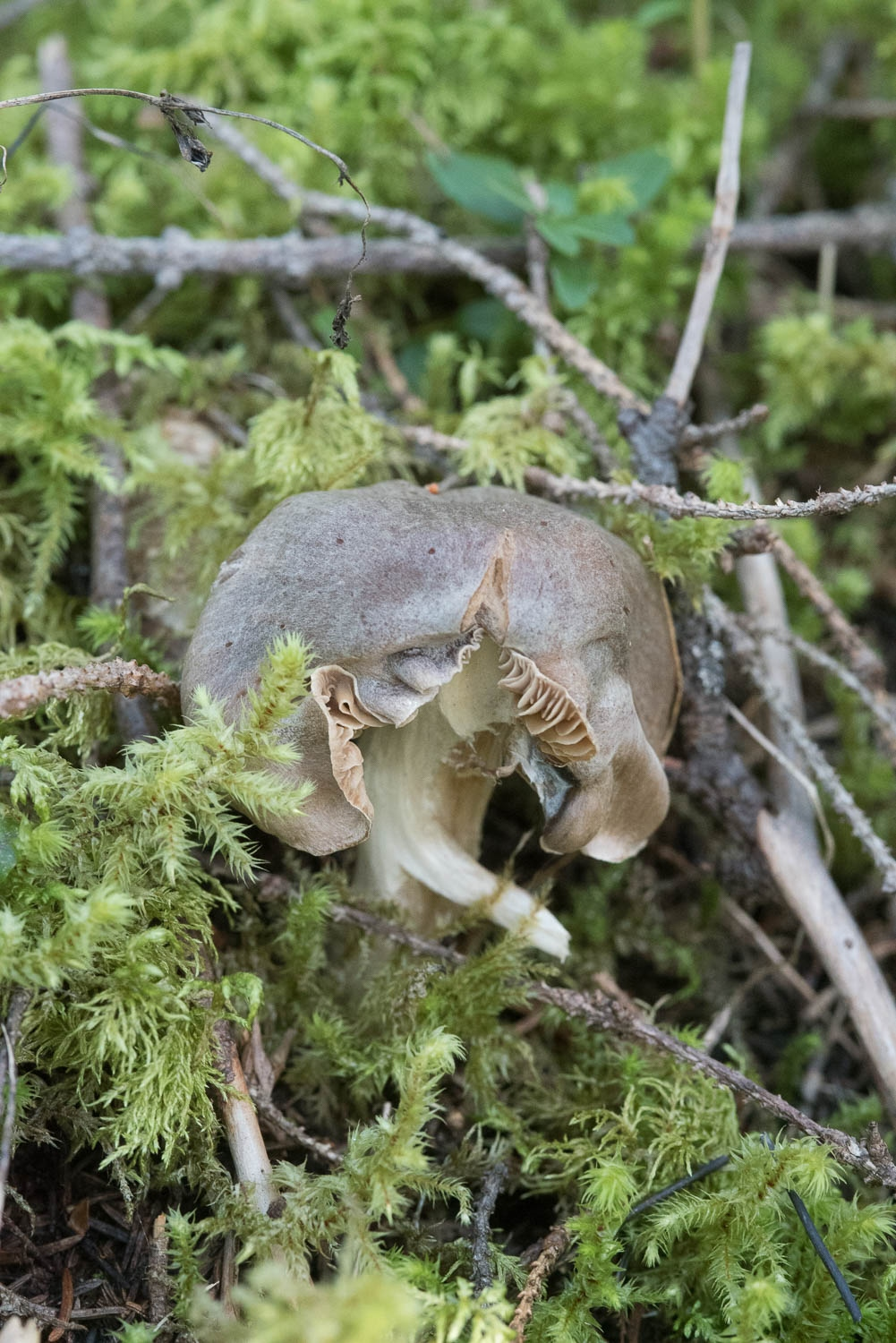
!Cortinarius rigens!
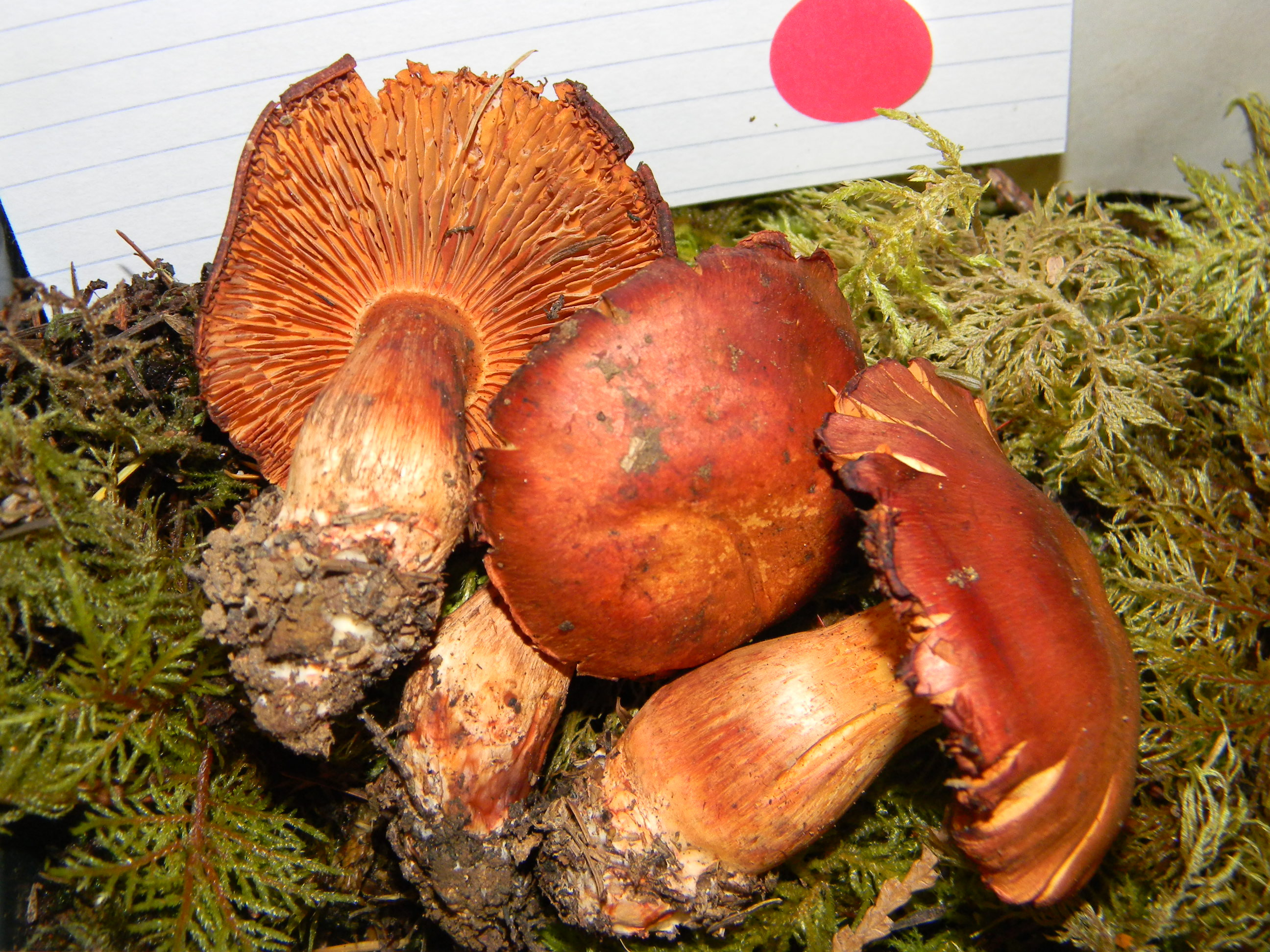
!! Cortinarius rubicundulus !!
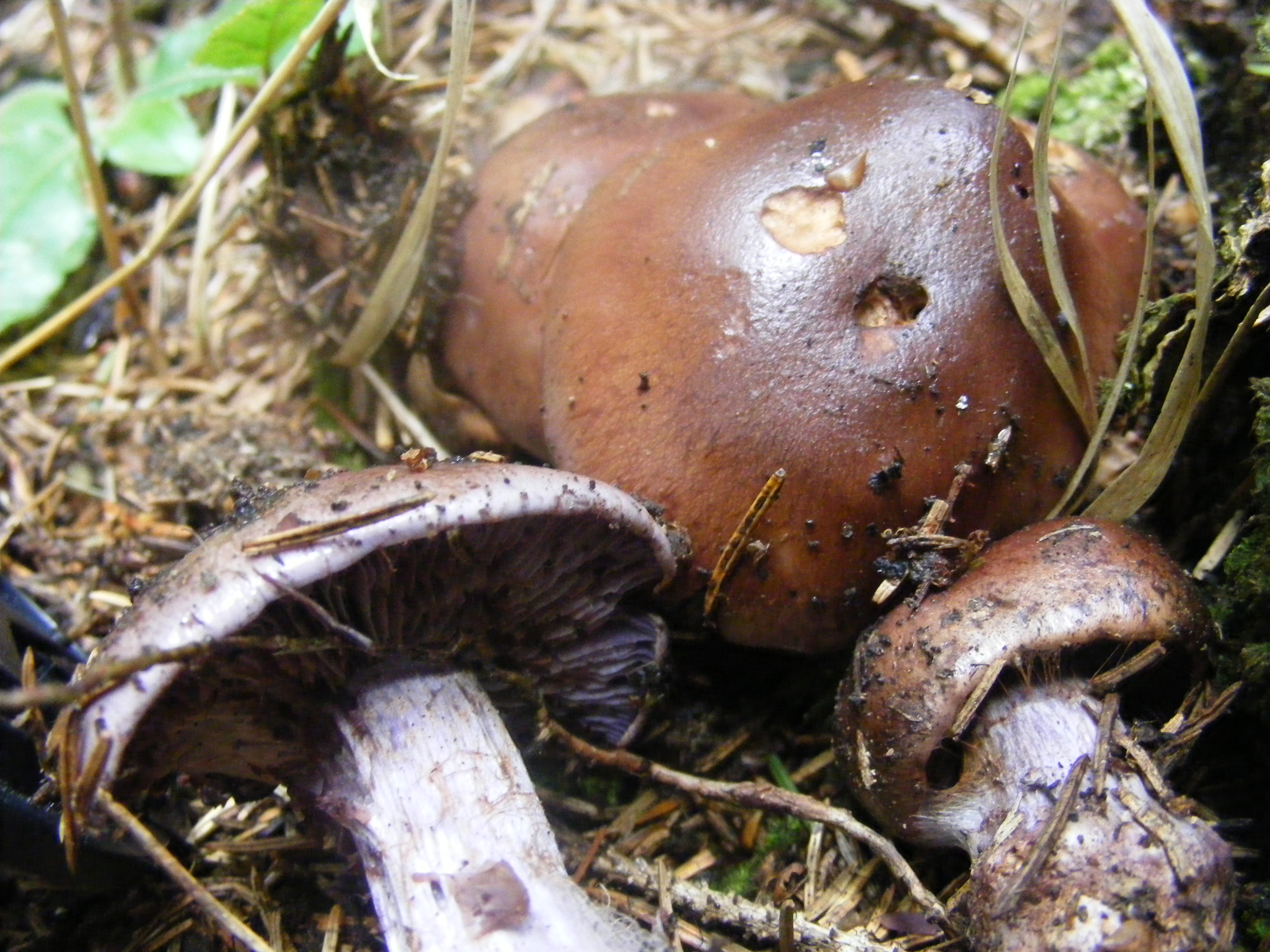
!! Cortinarius traganus !!

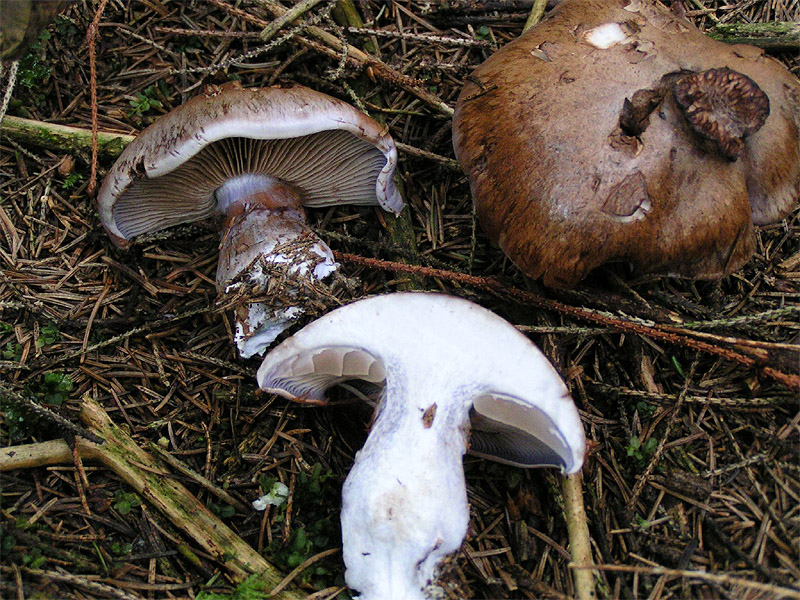
!Cortinarius variicolor!
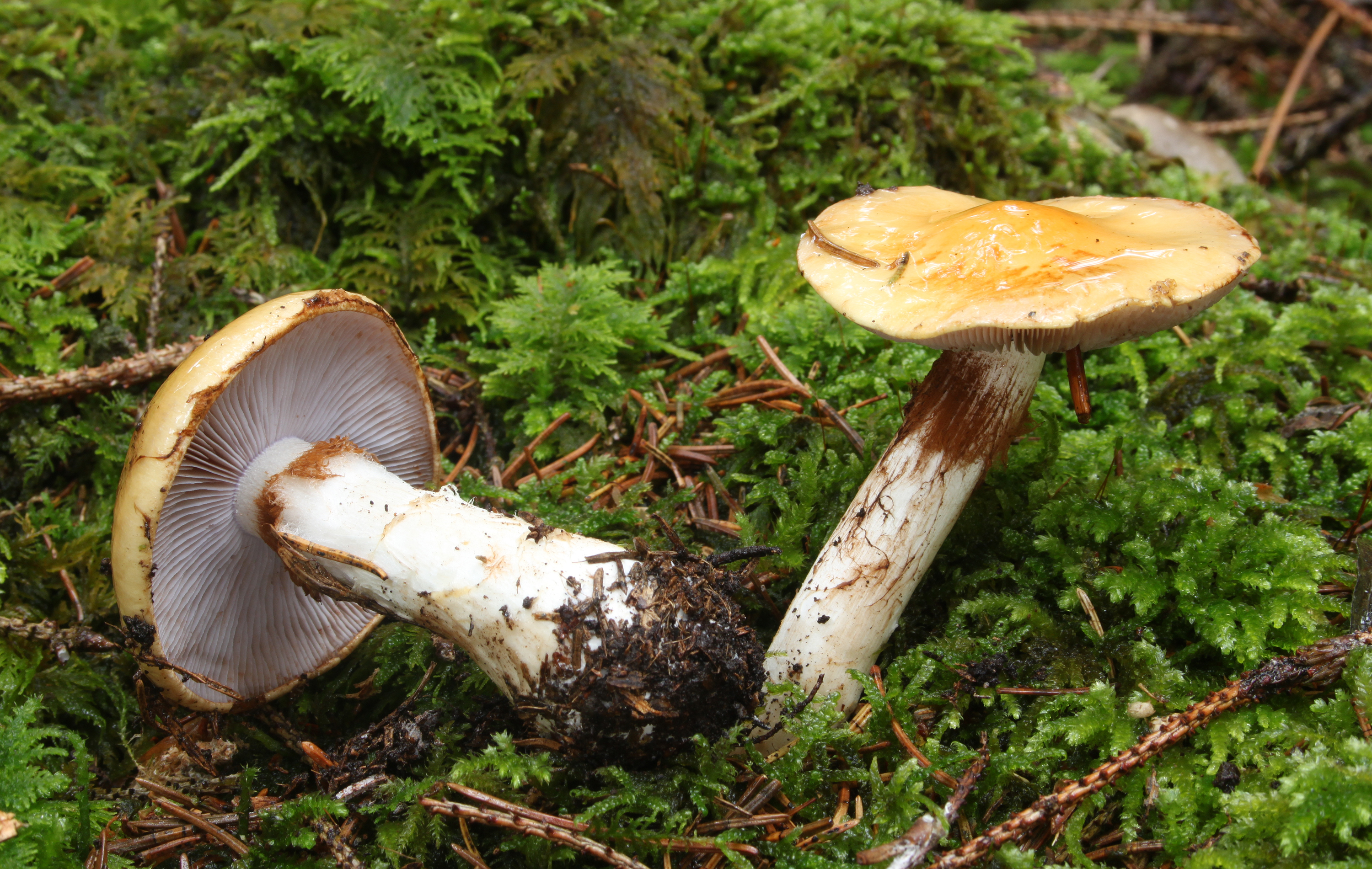
Cortinarius varius
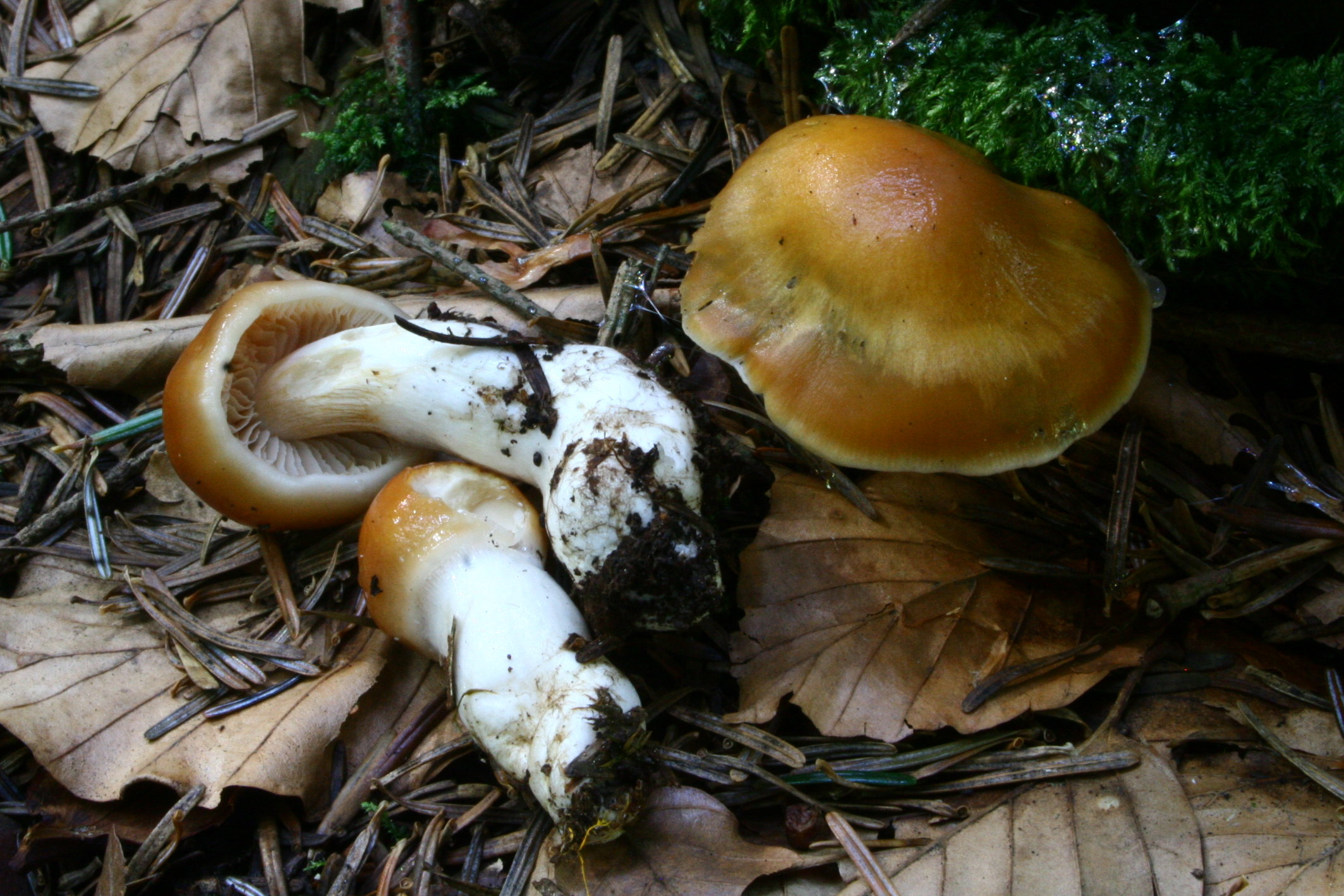
! Cortinarius vibratilis !
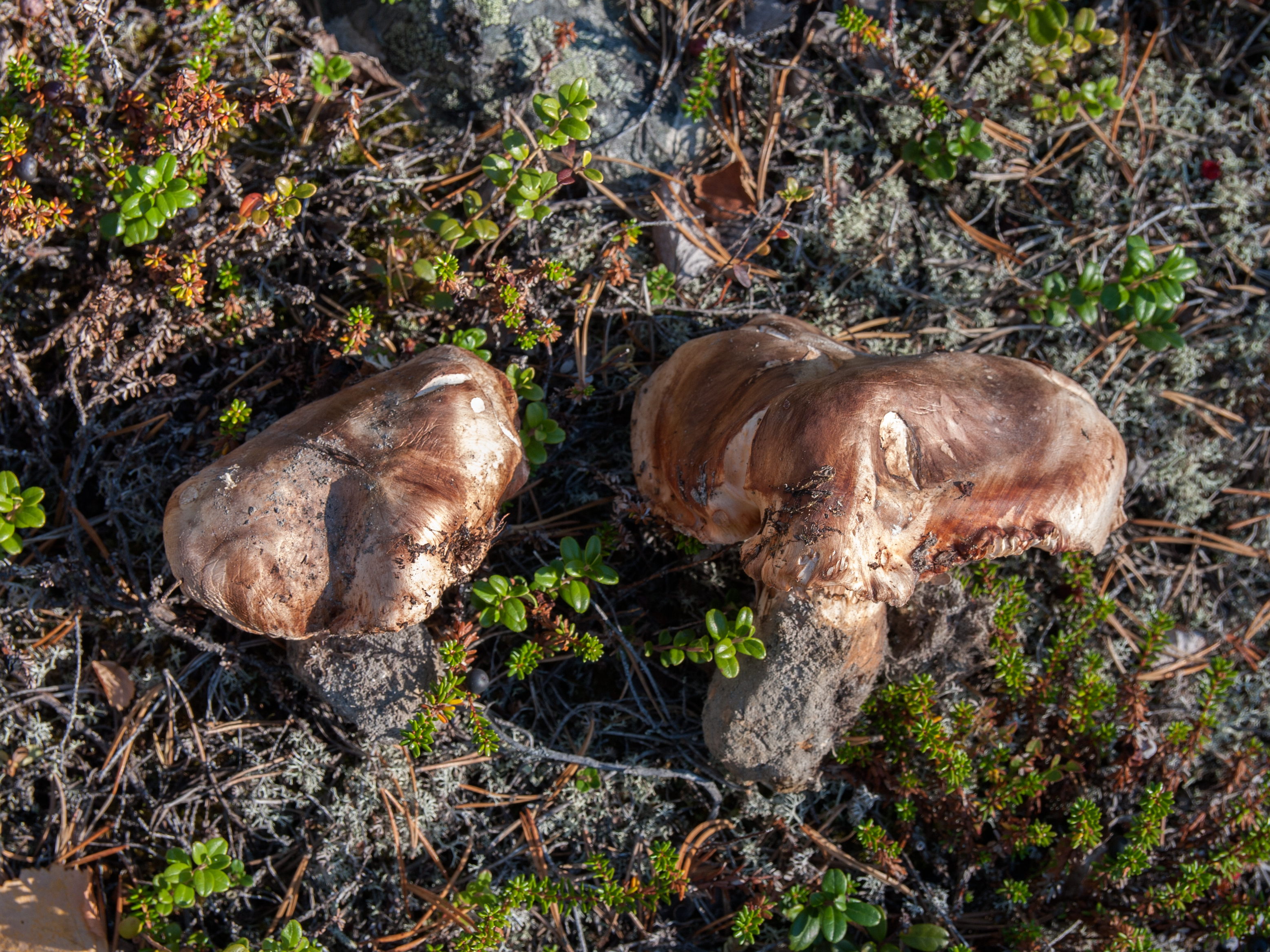
Tricholoma colossus

## Valorificare
Specia este văzută din când în când ușor otrăvitoare, ca de exemplu de Marcel Bon, ce însă nu poate fi confirmat. Dar amărăciunea extremă a acestei ciuperci o face absolut necomestibilă. 